# پوست روی دندان‌هایم
پوست دندان‌های من (به انگلیسی: Skin o' My Teeth ) آهنگی از گروه ترش متال آمریکایی مگادث است. این چهارمین تک‌آهنگ از آلبوم شمارش معکوس برای انقراض گروه است. این آهنگ با مدت زمان ۳ دقیقه و ۱۴ ثانیه، کوتاه‌ترین آهنگ آلبوم است.
این آهنگ که توسط دیو ماستین نوشته شده است، به مضمون اقدام به خودکشی می‌پردازد.